# Bitwa pod Kochanami

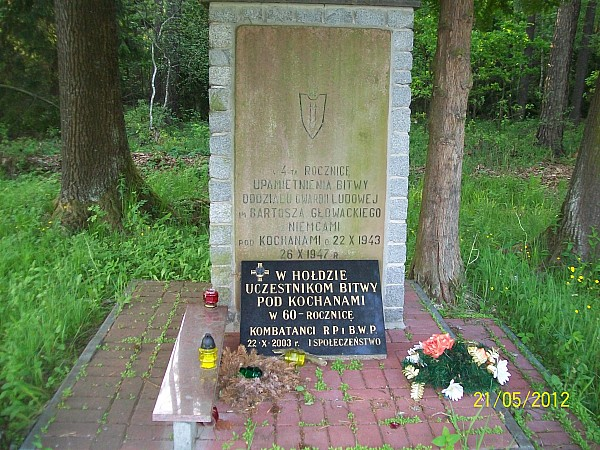
Pomnik w hołdzie uczestnikom bitwy pod Kochanami

Bitwa pod Kochanami – bitwa stoczona 22 października 1943 roku pomiędzy Niemcami a oddziałami Gwardii Ludowej.

## Przebieg bitwy
Partyzanci Gwardii Ludowej, którym wciąż brakowało broni, zgromadzili się w rejonie Janików i Kochan w oczekiwaniu na zrzut w czasie którego mieli otrzymać broń i sprzęt wojskowy z ZSRR. Miał nastąpić w nocy z 20 na 21 lub z 21 na 22 października. Zjawiły się tu oddziały GL im. Bartosza Głowackiego (dowódca por. Władysław Skrzypek ps. „Grzybowski”), im. Jarosława Dąbrowskiego (dowodził nim komendant powiatu kraśnickiego kpt. Antoni Paleń ps. „Jastrząb”) oraz 4 Batalion GL (dowódcą był oficer Armii Czerwonej niemieckiego pochodzenia kpt. Karol Lemichow-Hercenberg ps. „Lemiszewski”; na krótko przed bitwą 110 partyzantów obywatelstwa radzieckiego przeszło Bug występując do oddziału partyzantki radzieckiej). Gdy zaczęła się akcja pacyfikacyjna Zasania „Unternehmen Wrzawy” Niemcy z samolotów wyśledzili to zgrupowanie. Postanowili natychmiast się z nim rozprawić.
W niedalekiej odległości od postoju partyzantów rozległy się wybuchy granatów i terkot karabinów maszynowych. Zostali otoczeni przez hitlerowców w obrębie Janik i Kochan. Gwardziści szybko ruszyli lasem do zajęcia dogodnych stanowisk ogniowych, z zadaniem zaatakowania zbliżającego się wroga i przebicia się z okrążenia. O godz. 11.00 padła komenda "Grzybowskiego" – Ognia!
Jak relacjonował uczestnik bitwy Tadeusz Szymski "Lis":

Zagrały nasze karabiny maszynowe, automaty, które tylko co otrzymaliśmy ze zrzutów. Widzimy już zabitych Niemców, rannych i ukrytych w krzakach. Są i nasi zabici i rozlegają się glosy rannych.

Z początku partyzanci uzyskali przewagę nad hitlerowską forpocztą, lecz wkrótce nadeszły posiłki niemieckie i słabo uzbrojone oddziały GL nie miały szansy na równą walkę. Zaczęły się wycofywać i kierować w rejon Kochan.
W boju poległo 5 gwardzistów, 4 odniosło ciężkie rany i 7 lżejsze. Trzy dni po bitwie zmarł ciężko ranny „Jastrząb”. Po stronie niemieckiej brało udział około 3000 żołnierzy. Partyzanci zdobyli radiostację, karabiny, ckm, rkm i inny sprzęt.
Po bitwie Niemcy spalili wieś Janiki, mordując 15 osób – w większości malutkie dzieci i osoby starsze.

## Upamiętnienie
W Kochanach w okresie Polski Ludowej umieszczono płytę z napisem upamiętniającym partyzanckie walki. W 2003 roku w 60. rocznicę bitwy zamieszczono nową tablicę.